# Weinmannia rhoifolia
Weinmannia rhoifolia là một loài thực vật có hoa trong họ Cunoniaceae. Loài này được Rusby miêu tả khoa học đầu tiên năm 1907.